# Astragalus tschimganicus
Astragalus tschimganicus är en ärtväxtart som beskrevs av Mikhail Grigoríevič Popov. Astragalus tschimganicus ingår i släktet vedlar, och familjen ärtväxter. Inga underarter finns listade i Catalogue of Life.